# Progetto di riforma delle pensioni in Francia nel 2023
A inizio gennaio 2023, il governo Élisabeth Borne avvia un nuovo processo di riforma delle pensioni in Francia annunciando obiettivi, contenuti e un progetto di legge da presentare a febbraio. A differenza del progetto 2020, sospeso dalla pandemia di Covid-19, questa riforma si basa principalmente sullo slittamento dell'età legale di pensionamento e sull'aumento del numero di trimestri contributivi per arrivare a un tasso di pensionamento integrale. Il 23 gennaio 2023, il governo ha adottato in Consiglio dei ministri la riforma delle pensioni, mostrando la sua « determinazione andare fino in fondo senza « rinunciare » al rinvio dell'età legale di pensionamento.
Segue le riforme del 1993, 2003, 2010, 2013-2014 e 2020.
Gli obiettivi annunciati della riforma sono, tra l'altro, la sostenibilità nel lungo periodo del sistema pensionistico a ripartizione e l'applicazione dell'importo minimo pensionistico di 1 200 euro lordi a carriera intera previsto per legge dal 2020. La principale fonte di risparmio della riforma proposta è il rinvio dell'età legale a 64 anni. La riforma mira anche, secondo il governo, a compensare l'abolizione del contributo sul valore aggiunto delle imprese (CVAE) dal 2024, ovvero un costo di 8 miliardi di euro l'anno.
Il progetto di riforma sta incontrando una forte opposizione da parte di tutti i principali sindacati, da parte della maggioranza dei francesi secondo i sondaggi, nonché della NUPES e della RN, beneficia di un forte sostegno da parte delle organizzazioni dei datori di lavoro e di un sostegno maggioritario in Parlamento, nonostante le divisioni interne alla maggioranza presidenziale, che gode comunque dell'appoggio delle LR.

## Origine, evoluzioni e cronologia del progetto
Le principali disposizioni del progetto presentate da Élisabeth Borne il 10 gennaio sono:
- età pensionabile legale: rinviata dai 62 ai 64 anni;
- periodo contributivo : 43 anni minimo per avere una pensione completa[8];
- pensione minima : elevata a 85 % del salario minimo (circa 1 200 euro netti al mese) per una carriera completa, per tutti i pensionati e da subito;
- lunghe carriere : non c'è bisogno di lavorare più di quarantaquattro anni. Chi ha iniziato a lavorare a 18 anni potrà quindi andarsene a 62. La durata di 44 anni comprende i periodi di congedo parentale;
- arduo : criteri come il trasporto di carichi pesanti o posture scomode sono presi in considerazione previa visita medica che apre la possibilità di partenza anticipata all'età di 62 anni.

### Regimi speciali
La riforma prevede di abolire la maggior parte dei regimi pensionistici speciali. I regimi speciali per i dipendenti di EDF, SNCF o RATP saranno così aboliti.
Alcuni regimi speciali sono mantenuti, come quelle degli agenti di polizia, dei lavoratori delle fogne o dei vigili del fuoco. Saranno mantenuti anche i regimi pensionistici per i dipendenti dell'Opera di Parigi o della Comédie Française, così come quelli delle libere professioni, dei deputati e dei senatori. Il mantenimento di questi ultimi due regimi è criticato dall'opposizione.

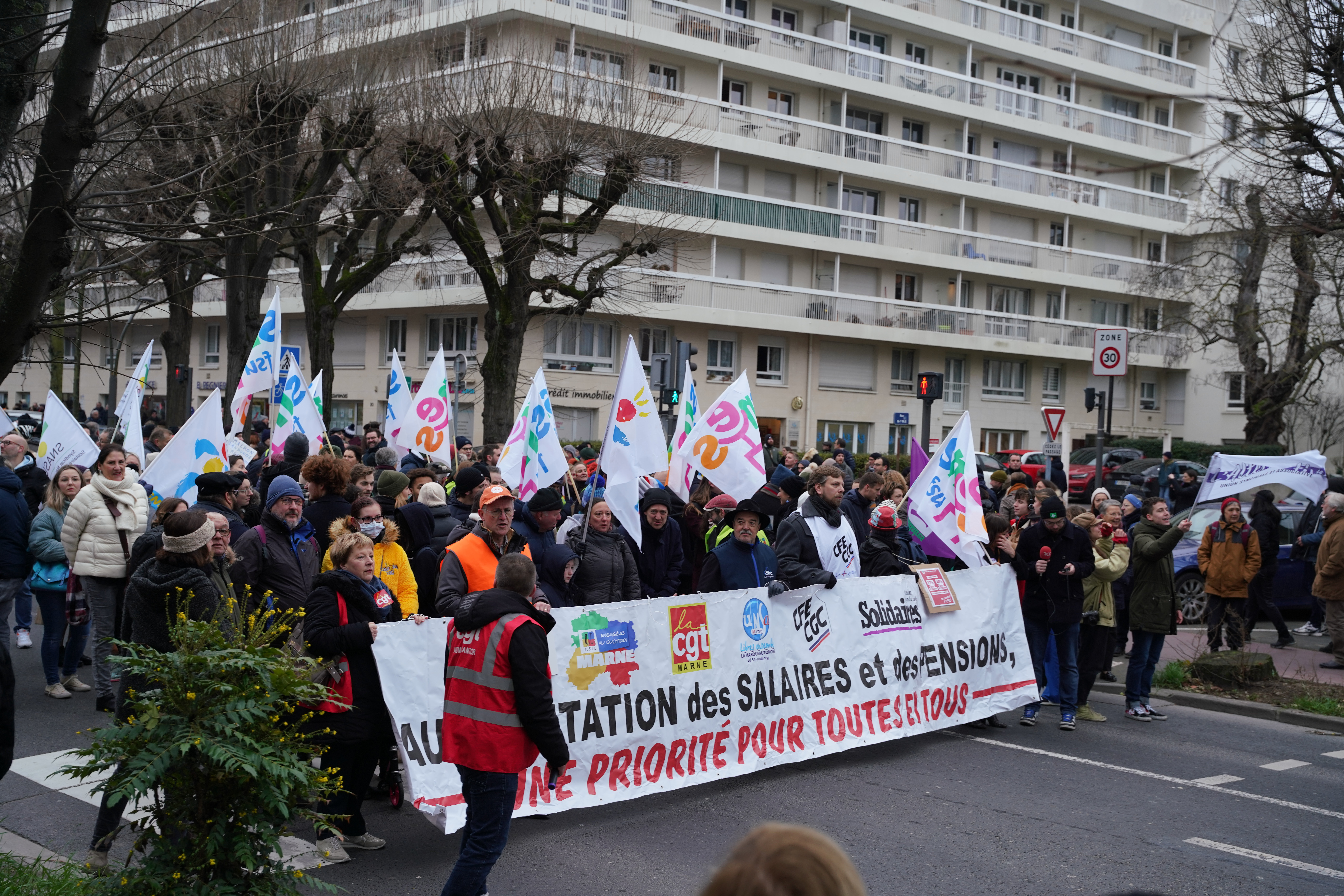
Esempio di manifestazione a Reims.

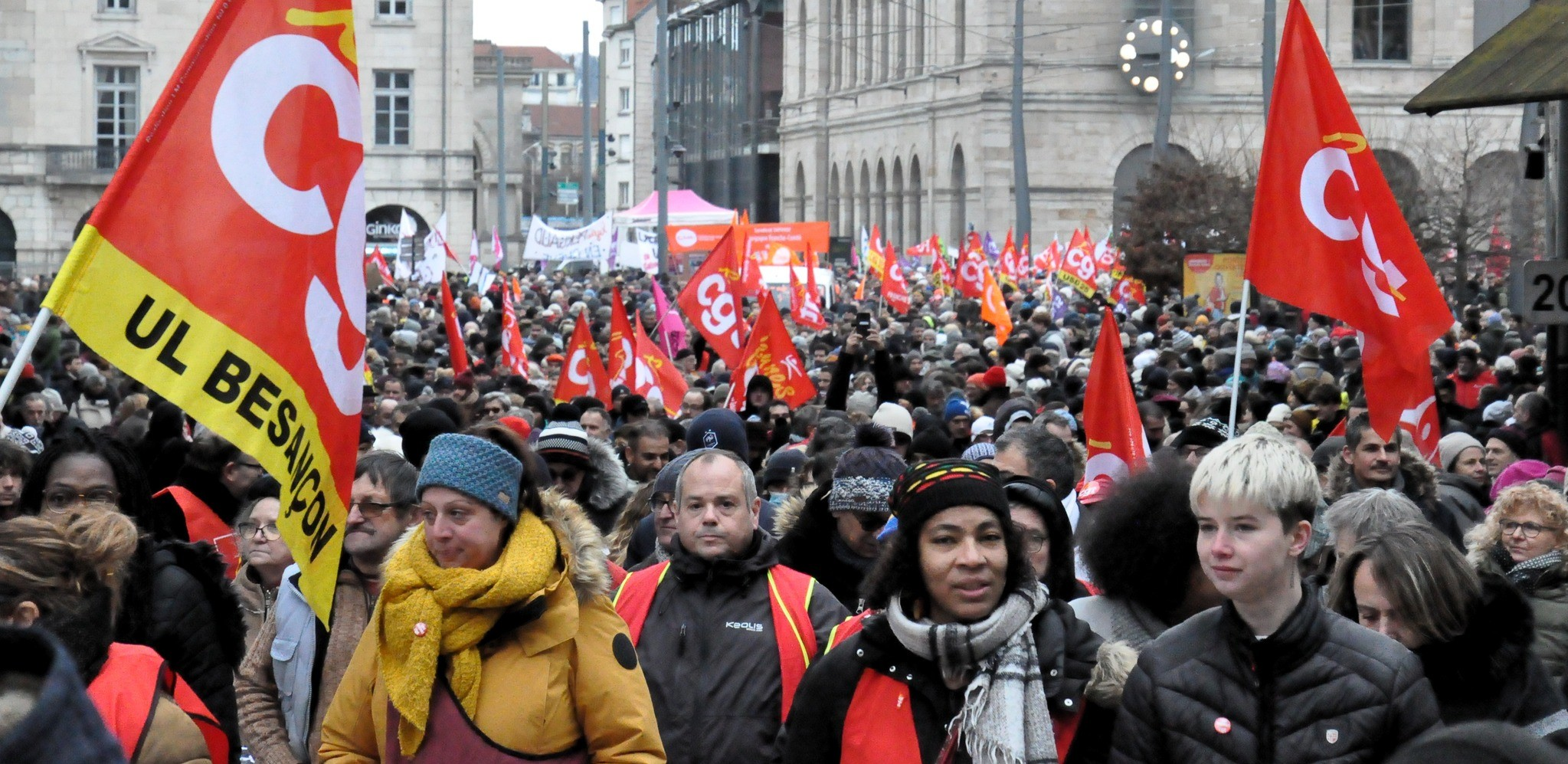
Foto della dimostrazione del 19 gennaio 2023, a Besançon.

## Accoglienza della proposta di riforma

### Posizione dei sindacati e delle organizzazioni dei datori di lavoro
Gli otto principali sindacati francesi (CFDT, CGT, FO, CFE-CGC, CFTC, UNSA, Solidaires, FSU) convocano il 10 gennaio per una giornata di sciopero e mobilitazione giovedì 19 gennaio
Le organizzazioni dei datori di lavoro (MEDEF, CPME, U2P) sono generalmente soddisfatte della riforma, ad eccezione dell'istituzione di un " indice anziano che mira a valutare l'occupazione degli anziani in ciascuna azienda.

### Posizione dei partiti politici e del governo
- tutti i partiti di sinistra (LFI, PS, EELV, PCF) si sono opposti alla riforma e hanno chiesto di aderire alla prima giornata di mobilitazione organizzata dai sindacati il 19 gennaio . LFI ha deciso il 10 dicembre di partecipare ad una “ marcia per le nostre pensioni organizzata il 21 gennaio da molte organizzazioni giovanili[16]. Su iniziativa dei comunisti eletti, un centinaio di deputati della Nupes hanno depositato martedì 24 gennaio una richiesta di referendum sul progetto di riforma delle pensioni. Questa proposta deve essere discussa dall'Assemblea nazionale il 6 febbraio[17].
- il gruppo LIOT all'Assemblea Nazionale ha annunciato che voterà contro la riforma delle pensioni e a favore della mozione referendaria presentata dal NUPES.
- il Raduno Nazionale si oppone alla riforma e ha annunciato che i suoi deputati voteranno contro, ma non convoca manifestazioni[18].
- I repubblicani sostengono la riforma e intendono sostenerla in Parlamento[19]. Tuttavia, nonostante l'accordo del partito con la maggioranza presidenziale, molti deputati potrebbero non votare a favore. Infatti, il 23 gennaio, France Inter ha intervistato ciascuno di loro : «Solo in 15 ci hanno assicurato che avrebbero votato" Per» […]. 16 eletti voterebbero oggi” contro» […]. Ce ne sono anche sette astensioni e quattro indeciso “, i 20 deputati rimanenti si sono rifiutati di rispondere.»[20]
- sebbene la maggioranza presidenziale sia all'origine della riforma delle pensioni, una minoranza dei suoi parlamentari si oppone. Nelle file di Rinascimento o Orizzonti alcuni criticano la riforma, tra cui l'ex ministro Barbara Pompili[21], il deputato di Mayenne Yannick Favennec-Bécot[22] e il deputato di Hérault Patrick Vignal[23]. All'interno del MoDem alcuni deputati esprimono perplessità. Il deputato dell'Alto Reno Bruno Fuchs non è sicuro di votare per la riforma[24] e il deputato del Loiret Richard Ramos chiede di ascoltare i francesi « di età compresa tra 53-54 e 58-60 anni »[25]. Tuttavia, altri desiderano andare oltre aumentando l'orario di lavoro settimanale al fine di generare più contributi previdenziali.[26]
- Éric Zemmour, leader del partito Reconquête, ritiene che questa riforma “ adotta ampiamente i [suoi] principi "ma richiede" andare oltre »[27].
- Il 24 gennaio 2023, in nome della solidarietà ministeriale, il ministro Franck Riester viene criticato da Élisabeth Borne, per aver dichiarato che le donne saranno penalizzate più degli uomini da questa riforma[20][28][29][30].
- Il 29 gennaio 2023, in un'intervista a France Info, Élisabeth Borne ribadisce che l'età iniziale di 64 anni non è «più negoziabile ». Indica di non chiudere la porta a una discussione sulla questione dell'uso dei trimestri di maternità e istruzione per le donne che hanno avuto figli[31].